# Přímá demokracie ve Švýcarsku
Přímá demokracie ve Švýcarsku funguje tak, že hlasující občané jsou Suverénem na všech státních úrovních (obec, kanton, federace), kde jako držitelé nejvyšší moci (Suverén) mohou činit konečná rozhodnutí o faktických otázkách. Pro drtivou většinu švýcarského lidu je přímá demokracie ústředním prvkem švýcarského politického systému. Podle ekonoma Gebharda Kirchgässnera žádná jiná země na světě nemá přímá lidová práva ani zdaleka tak rozsáhlá.

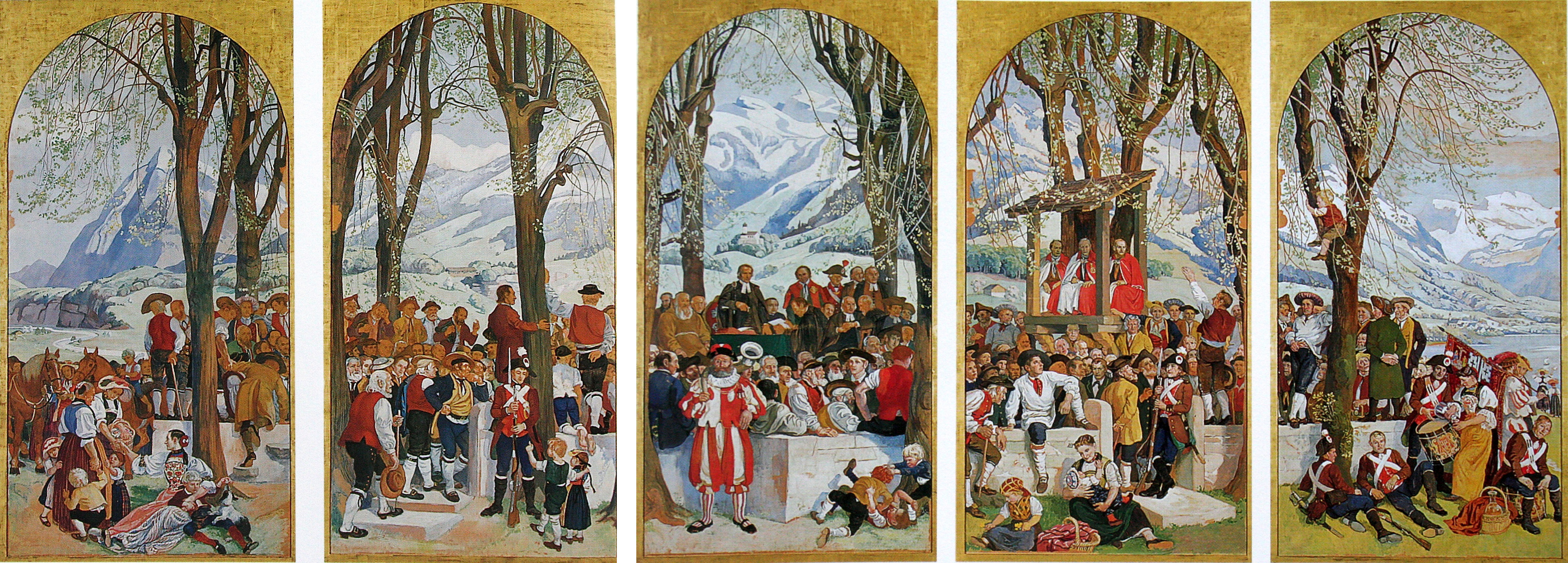
Zemský sněm, Landsgemeinde (Albert Welti 1910/12)

## Pojem a předmět zkoumání
Pojem Demokracie jako sociální pomocný pojem se může stát od státu zásadně lišit, a to i přes navenek shodné ústavní znaky. Pro jeho podstatu je určující duchovně-politický postoj jednotlivých národů. Ve Švýcarsku je to založeno na historicky vyspělém systému samosprávy komunit a rozsáhlé decentralizaci správy. Tento termín byl používán již v roce 1618 v dokumentu z kantonu Graubünden jako protitermín k monarchii a aristokracii a patřil k politickému a společenskému jazyku Staré konfederace a Přidružených regionů.
Švýcarská přímá demokracie se svou specifickou politickou kulturou se rozvíjela v 19. století v jednotlivých kantonech velmi rozdílně, přičemž navazovala na republikánské a komunalistické struktury a byla podporována osvícenstvím a helvetismem. Přímá demokracie ve Švýcarsku je historicky málo prozkoumána. Hlavní důraz byl kladen na sociální a ekonomické dějiny demokracie, zatímco politické dějiny a jejich historický kontext zůstaly z velké části nezpracovány. Od roku 2006 se tomuto tématu věnuje Fórum pro výzkum přímé demokracie různými projekty, pracovními setkáními a konferencemi.

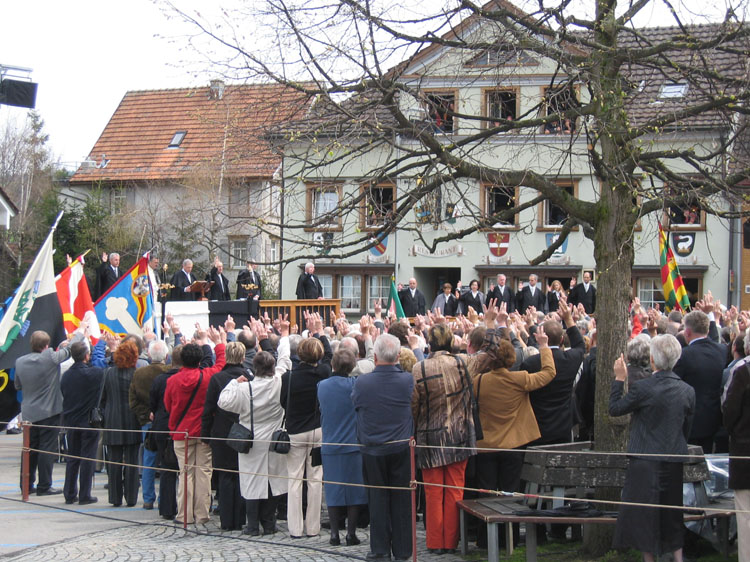
Zemský sněm, Landsgemeinde, kanton Appenzell Innerrhoden, 2005

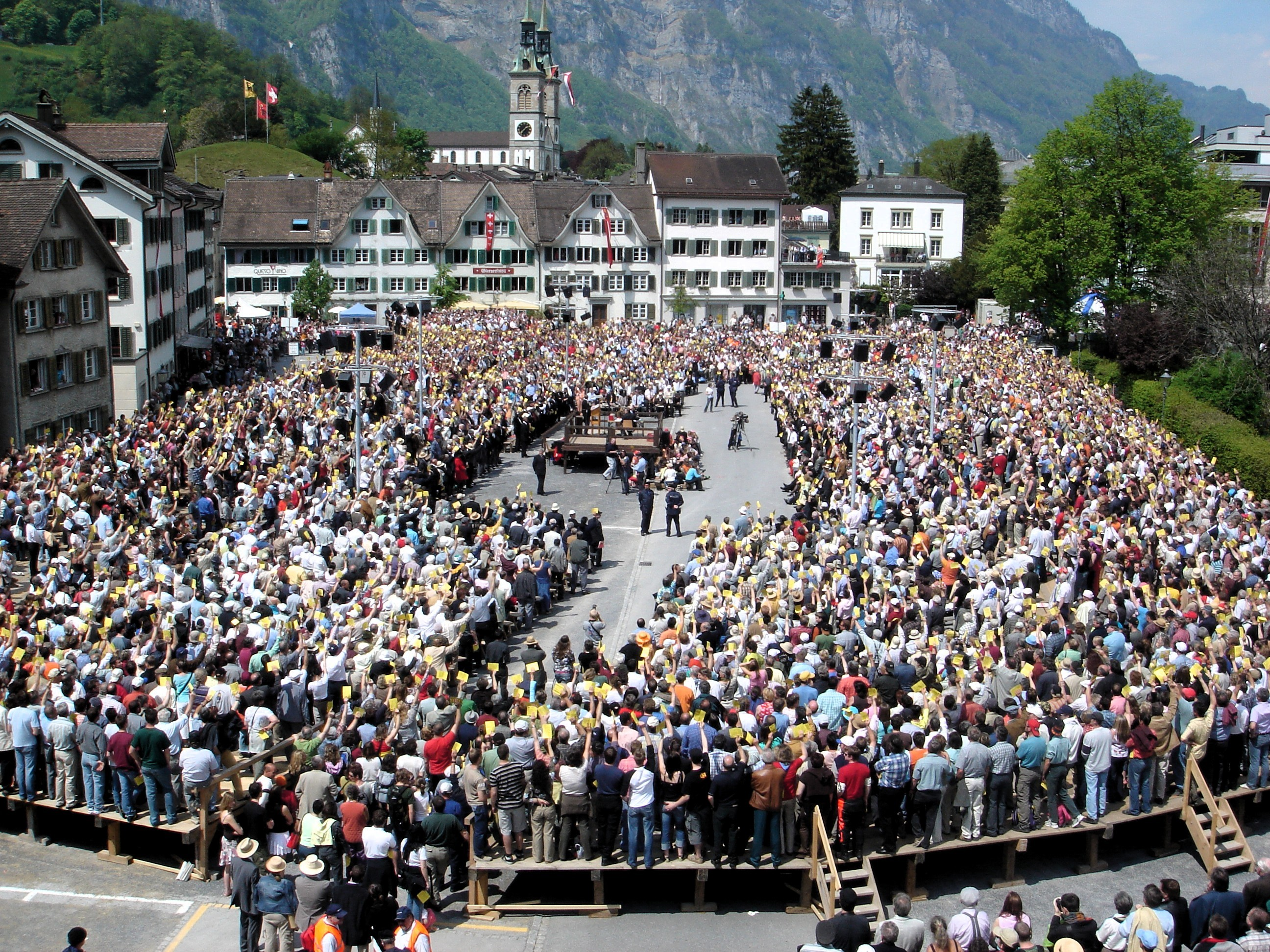
Zemský sněm, Landsgemeinde, kanton Glarus, 2006

Současné ústavně-historické výzkumy spatřují kořeny přímé demokracie v kontinuitě demokratickými shromážděními utvářené politické kultury svobodných společenství - obecních sněmů a zemských sněmů - od pozdního středověku, ve federálním referendu v Přidružených regionech a úředních průzkumech (také «dotazování lidu», nezávazné průzkumy veřejného mínění vrchnosti) v městských republikách. Obecní svoboda zahrnuje v prvé řadě právo obcí vydávat vlastní právní normy a na samosprávu. Nejrozvinutější byla ve svobodném státě Drei Bünden, Trojspolek (dnešní Graubünden) v 16. století.
Kantonální vývoj byl také inspirován Montagnardskou ústavou a Girondistickým návrhem z roku 1793, které inicioval Jean-Jacques Rousseau.

## Vznik a rozvoj demokratických institucí
Od středověku existuje v některých kantonech instituce přímé demokracie zemský sněm. Přímá demokracie se nejvíce rozvinula ve svobodných obcích regionu Drei Bünden. V moderní době demokratický vývoj ve Švýcarsku určovaly větší kantony s jejich spíše reprezentativními systémy. V roce 1840 mělo sedm kantonů zemský sněm (Appenzell Innerrhoden, Appenzell Ausserrhoden, Glarus, Nidwalden, Obwalden, Uri, Schwyz), šest polopřímou demokracii (Baselland, Graubünden, Luzern, St. Gallen, Wallis, Zug), jedenáct čistě reprezentativní demokracii (Aargau, Bern, Basel, Freiburg, Genf, Schaffhausen, Solothurn, Thurgau, Tessin, Waadt, Zürich) a v jednom (Neuenburg) fungovala konstituční monarchie.
Konfederace států starého Švýcarska měla zastupitelský orgán Kantonální shromáždění, stejně jako nový spolkový stát má Federální shromáždění. Federální ústava z roku 1848 obsahovala jen málo prvků přímé demokracie, jakou byla Iniciativa za celkovou revizi ústavy. Nejdůležitější lidová práva na federální úrovni byla zavedena v roce 1874 fakultativním legislativním referendem a v roce 1891 ústavní iniciativou. Švýcarsko se v té době stalo zemí s nejrozvinutější přímou demokracií na světě.

### Kooperativní demokracie v raně novověkém kantonu Graubünden
Po faktickém oddělení od Svaté říše římské v roce 1499 se Drei Bünden (Trojspolek, Rétský svobodný stát, dnešní Graubünden) vyvinuly do struktury, která byla v raně novověké Evropě jedinečná. Trojjazyčný a po roce 1520 i konfesionálně různorodý Svobodný stát byl od 16. století pod komunální vládou, která se rozhodovala podle většinového principu. Občané Graubündenu přísahali na svobodu samosprávy a tvrdili, že nad sebou nemají pána, pouze Boha. In einem Žili ve sdruženích nezávislých politických obcí, nárokovali si moc většinovým systémem vytvářet a rušit zákony, uzavírat spojenectví s cizími knížaty a komunitami, rozhodovat o válce a míru a radit se ve všech ostatních záležitostech, které se týkaly vyšších a nižších pravomocí. Stejně jako Konfederace zůstal i Svobodný stát federálním státem složeným ze suverénních členů. Navzdory mnoha dělicím liniím – například v Engadinu byly vypracovány latinské stanovy, které zahrnovaly italský vývoj, zatímco německy mluvící komunity na severu současně zapisovaly své zvykové právo písemně – se vyvinuly společné politické instituce a společná politická identita.Toto společné povědomí se koncem 16. století promítlo i do společných hodnot a dokonce i do místních historických mýtů. Kolem roku 1620 se objevilo množství textů s komunitními myšlenkami na politickou moc a legitimitu, které čerpaly z politické zkušenosti století komunální politiky a domácí i zahraniční politické krize.

### Rozvoj moderní demokracie v kantonech a obcích
Moderní demokracie se ve Švýcarsku rozvíjela od 30. let 19. století souběžně s rozvojem tisku a ústavním zakotvením svobody tisku, která existovala již během helvetského období. Tisk představoval důležitý faktor v politické debatě a šíření myšlenek přímé demokracie. Teoretické základy a právní zdůvodnění položili ve Švýcarsku již v 18. století francouzsky mluvící Západošvýcarská škola přirozeného práva a Jean-Jacques Rousseau.
Rozvoj probíhal v kantonech a byl iniciován zdola, demokratickými hnutími v převážně venkovských komunitách a poddanských oblastech. Aby bylo možné prosadit různé požadavky na rozšíření demokratických práv, petice a memoriály požadovaly změnu kantonálních ústav. Rozhodujícím novým přímým demokratickým nástrojem pro zajištění lidové suverenity bylo lidové veto (předchůdce fakultativního legislativního referenda), kterým si suverénní lid vyhradil právo schvalovat všechny změny zákona.
Kanton Appenzell Innerrhoden byl jedním z prvních, ve kterém lidé přestali tolerovat kabinetní politiku vládnoucích rodin v demokracii zemských sněmů a s ústavou z roku 1829 byla nastolena moderní demokracie dle gusta lidu.
Kanton St. Gallen dosáhl průkopnického úspěchu v roce 1831 zavedením práva veta. Bylo výsledkem politického kompromisního řešení mezi buržoazně-liberálním a venkovsko-demokratickým proudem v Ústavní radě, na které měl velký vliv raný teoretik přímé demokracie Franz Anton Good.
Kanton Basel-Landschaft si chtěl zavedením moderního práva veta v roce 1832 přímým demokratickým způsobem zajistit práva na suverenitu a na svobodu, která získal během rozdělení kantonu Basel. S vetem a zejména s povinným referendem (1863) měl skutečnou průkopnickou roli. Žádný jiný kanton neměl takovou škálu přímých demokratických práv.
Kanton Basel-Stadt byl pátým posledním kantonem, který v roce 1875 zavedl přímou demokracii. S tím se opozdil, a tak současně zavedl oba hlavní nástroje přímé demokracie, obligatorní (nepovinné) referendum a lidovou iniciativu.
V roce 1841 byl kanton Luzern třetím kantonem, který zavedl právo vetovat zákony, a první, který vedl skutečnou debatu o vetu v tisku, parlamentu a veřejnosti. Pomocí nástroje veta, praktikovaném na veto-shromážděních, dostali luzernští hlasující občané právo spolurozhodovat o legislativě, aliancích, smlouvách atd., a stali se tak nejvyšším zákonodárným orgánem ve smyslu lidové suverenity. Nikde jinde v Konfederaci nemělo kantonální obyvatelstvo takovou moc. Tato debata byla průlomová pro další rozvoj přímé demokracie v ostatních kantonech a na spolkové úrovni.
Nová ústava kantonu Zürich, kterou 18. dubna 1869 schválilo více než 60 procent voličů, byla první přímo-demokratickou ústavou ve Švýcarsku. Před Curychem žádný kanton neprovedl tak radikální změnu z čistě reprezentativního systému na model s dalekosáhlými přímo-demokratickými prvky. Myšlenka čisté vlády lidu byla zavedena ve formě odpovídající moderním kulturním podmínkám.

### Rozvoj přímé demokracie na federální úrovni
V 19. století pokračovala a posilovala politická a kooperativní kultura (Zemské sněmy) sahající až do pozdního středověku, což vyvolalo velký zájem zejména u švýcarského venkovského obyvatelstva („Lidové dny“ jako „Zemské sněmy“ od roku 1830). Do politického procesu vedoucího k rozvoji přímé demokracie na federální úrovni byly zapojeny různé síly na odlišných teoretických přístupech:
Katholicismus přispěl k rozvoji přímé demokracie svým vlivem na základní a vyšší školy. První organizovanou obecní formou ve Švýcarsku byla kooperativní a decentralizovaná církevní obec (církevní společenství), která prosazovala komunitní svobodu (sebeurčení) na základě přirozeného práva.
Liberalismus s liberální myšlenkou státu doby osvícenství a francouzské revoluce formoval hlavní zásady švýcarských ústav a podporoval základní školy, upřednostňoval zastupitelskou demokracii, bojoval proti přímé demokracii i federalismu a negoval moderní přirozené právo.
Raní socialisté upevňovali přímo-demokratické státní základy na základě přirozeného práva a s odkazem na tradici kooperace.
Rozhodující průlom přímé demokracie na federální úrovni nastal prostřednictvím dočasného spojení a vzájemného ovlivnění raně socialistických, liberálně-radikálních přístupů s katolicko-konzervativními představami. S odporem katolických konzervativců (trvajících na kantonální suverenitě) a v souvislosti s válkou se Sonderbundem se v roce 1848 jako kompromis stalo možným federalistické řešení spolkového státu. Společným cílem bylo vytvoření přímé demokracie a tím dosažení konkrétní podoby lidové suverenity. Lidové hnutí venkovského obyvatelstva bylo hlavním nositelem přímo-demokratických koncepcí a požadavků. Nakonec se takto podařilo prosadit přímou demokracii.

## Hlavní prvky švýcarské demokracie

### Suverenita lidu
Suverenita lidu je základem každé demokracie, protože určuje lid jako nositele nejvyšší rozhodovací pravomoci. Souhlas lidu tvoří základ legitimity státu a jeho institucí. Absolutní a bezprostřední lidovou suverenitu (kdy by o všech státních výnosech rozhodoval lid) však nelze realizovat, protože lid nejedná jednotně – na to je příliš heterogenní – a nemůže mluvit jedním hlasem. Demokracie je nicméně založena na principu, že občané jsou pověřeni utvářením vůle státu, i když ne každý jednotlivý zákon a každé jednotlivé usnesení může získat souhlas všech skupin.
Lidová suverenita však nemůže zajistit fungující demokracii sama o sobě. Její základní rámec nevyhnutelně zahrnuje dělbu moci a základní práva. Demokracie bez bezpečných procedur, které nabízí ústava, se ztrácí v nezávazné spontánnosti nebo v manipulaci ad hoc uspořádaných lidových hlasováních. Demokracie bez základních práv hrozí, že se stane násilnou. Suverenita lidu tedy podléhá určitým limitům.
Podle Jean-Jacques Rousseau, zakladatele lidové suverenity, by měl lid formulovat obecné zásady, které jsou zaměřeny na celek a týkají se všech. Tyto zásady je třeba převést do konkrétních rozhodnutí parlamentu a soudnictví, které posuzují zájmy v jednotlivých případech s jedinečnými okolnosti. Pokud je rozhodovací proces státu organizován tak, že o jednotlivých případech rozhoduje lid, je ohrožena právní rovnost a zvyšuje se šance na svévolné vládnutí příslušnou většinou. Oddělení pravomocí a ochrana individuální svobody stanovují jasné meze dispoziční moci lidu.

### Zastupitelská a přímá demokracie
V žádné jiné zemi není lidová suverenita uplatňována tak důsledně jako ve Švýcarsku. O všech ústavních otázkách bez výjimky rozhoduje lid a důležité parlamentní výnosy podléhají následnému rozhodnutí hlasujících občanů. Souhlas lidu tvoří základ legitimity státu a jeho institucí. Přestože nelze dosáhnout absolutní suverenity lidu, demokracie je založena na principu, že občané jsou odpovědni za utváření vůle státu, i když ne každý jednotlivý zákon a každé jednotlivé usnesení může získat souhlas všech skupin.
Pokročilá lidová práva jsou dominantním rysem švýcarské demokracie. Zatímco v zastupitelské demokracii jsou možnosti účasti obyvatel omezeny na volbu zákonodárné moci (zákonodárného sboru) beschränken, přímé demokracii lidé činí zásadní věcná rozhodnutí nebo potvrzují rozhodnutí parlamentu. Smíšená forma zastupitelských a přímo-demokratických prvků je někdy ve výuce a praxi označována jako polopřímá demokracie, přičemž různé nedávné doktríny se od tohoto pojmu vzdalují, protože je nepotřebný a málo výstižný. Výraz mylně naznačuje, že existuje «čistá» přímá demokracie, což je ve státě s dělbou moci dosud nevyzkoušené.
Pokročilá lidová práva však nemění nic na tom, že švýcarská federace a kantony jsou primárně zastupitelské demokracie. Většina politických rozhodnutí je přijímána bez účasti lidí; jen asi u 7 % výnosů podléhajících referendu je hlasování lidu vyvoláno. Všechna referenda se navíc týkají jen parlamentních rozhodnutí. Lid proto nemůže měnit obsah předlohy. Lidová iniciativa k celkové revizi ústavy pověřuje v případě jejího přijetí (čl. 193 Archivováno 10. 6. 2021 na Wayback Machine. odst. 3 Federální ústavy Švýcarské konfederace, FúCH) parlament vypracováním nové ústavy, která je předložena lidu a kantonům ke schválení. Pouze lidová iniciativa k částečné revizi ústavy má revoluční charakter, protože uskutečňuje ústavní revizi nezávislou na parlamentu; lidové iniciativy jsou však zřídka úspěšné. Práva lidu jsou zakotvena v uspořádaném politickém rozhodovacím procesu, v němž mají demokraticky zvolené zastupitelské orgány významný podíl na utváření vůle občanů při správě státu.

### Státoprávní demokracie
Švýcarsko je ústavním státem, ve kterém ve kterém vládne právo. Demokracie je koncipována jako státoprávní demokracie zásadu legality, podle níž veškeré jednání státu vyžaduje právní základ. Právo je nejen základem (čl. 5 Archivováno 10. 6. 2021 na Wayback Machine. odst. 1 FúCH), nýbrž také bariérou demokracie a má zabránit svévolnému výkonu moci.
Demokracie a právní stát jsou v kontroverzním poměru. Zatímco realizace demokracie vyžaduje co možná nejrozsáhlejší rozhodovací pravomoci občanů, právní stát předpokládá, že demokratická rozhodnutí mohou být také nelegitimní a nezákonná a musí být zrušena, aby byla chráněna nedotknutelná základní práva. Na rozdíl od Německa a Spojených států nemá Švýcarsko komplexní ústavní jurisdikci. Spolkový nejvyšší soud sice může prohlásit federální zákon za protiústavní – čl. 190 Archivováno 10. 6. 2021 na Wayback Machine. Federální ústavy nepředstavuje zákaz přezkoumávání. Orgány aplikující právo (soudy, správní orgány), musí přesto použít protiústavní ustanovení zákona; posouzení za protiústavní je tedy bez důsledků. Soudní moc by se neměla povyšovat nad zákonodárnou moc, ale má rozhodovat v zákonném rámci.
Ve Švýcarsku má demokratický princip větší váhu než státoprávní. Nehledě na chybějící ústavní jurisdikci to ukazuje i skutečnost, že ústavu lze změnit prostou většinou – musí souhlasit 50 % poslanců obou komor – zatímco v Německu je vyžadována dvoutřetinová většina. Nedotknutelné základní principy jsou tak chráněny méně silně. Z analýz z průzkumů také vyplývá, že účast na lidovém hlasování je pro občany důležitější než ochrana základních práv. Pro některé autory tato nerovnováha představuje křivdu, a proto chtějí posílit právní stát, zatímco jiní hájí status quo.
Kromě oblastí napětí, které existuje mezi demokracií a právním státem, mají oba strukturální principy navzájem symbiotický účinek. Právní stát vyžaduje demokracii – a naopak. Nadměrné používání nouzového práva vládou například nejen ohrožuje právní stát tím, že podkopává pravomoc parlamentu, ale také participativní práva lidu. Demokratická práva mohou být realizována pouze tehdy, pokud mají komplexní (soudní) ochranu.

### Federální demokracie
Federalistická struktura Švýcarska určuje povahu demokracie v mnoha ohledech. Díky spolkově-státní struktuře je možná politická participace lidí v jim blízkém místním rámci. Rozdělení úkolů je strukturováno tak, že úkol musí splnit vždy nejnižší úroveň, pokud je to možné a smysluplné, což zvyšuje legitimitu jednání státu. Dalekosáhlá organizační autonomie kantonů umožnila rozvoj široké škály demokratických institucí. V důsledku toho se kantonální demokracie od sebe někdy výrazně liší. Zatímco kantony posloužily jako modely federální demokracie v 19. století, demokratizace se stala prostředkem k prosazení jejich autonomie ve světle plíživé centralizace. Federalismus a demokracie jsou však méně navzájem spjaty než demokracie s právním státem. Federalismus není spojen s demokracií a demokracie je myslitelná bez federalismu, jak ukazují politické systémy Francie a Anglie.
Federalismus také omezuje demokracii, a co víc: federalismus a demokracie jsou zásadně protiklady; v každém případě přímá demokracie kantonů podporovala centralizaci a postupnou ztrátu moci kantonů. V případě určitých návrhů na federální úrovni musí ve Švýcarsku souhlasit nejen lidé, ale i většina kantonů (čl. 140 Archivováno 10. 6. 2021 na Wayback Machine. FúCH). Kantonální většina funguje ve prospěch menších kantonů a slouží k ochraně menšin (podobný účel má Rada kantonů) tím, že brání hustě osídleným kantonům získat většinu. Kantonální většina však porušuje základní pravidlo demokracie jeden člověk, jeden hlas a znamená, že u zmíněných hlasovacích témat má jeden hlas v kantonu Obwalden větší váhu než jeden v kantonu Zürich. V důsledku toho má jakékoli negativní rozhodnutí kantonů vyšší váhu než souhlas národa jako celku. Vzniká tak rozpor mezi federální rovnováhou sil na jedné straně a demokratickou vládou většiny na straně druhé, který je poněkud zmírněn tím, že i kantonální hlasování probíhá demokraticky.
Tento rozpor mezi federalismem a demokracií je však tolerovaný. Kantony existovaly již před rokem 1848, zatímco federální ústava z roku 1848 nově povýšila švýcarský lid jako ústavní orgán. Kantony vstoupily do federace pod podmínkou, že bude zajištěna jejich další existence. S hlasem kantonů mají k dispozici prostředek, kterým mohou omezit centralizaci, podporovanou pravidlem většiny hlasujících, a chránit svou autonomii a suverenitu. Potřeba kantonální většiny je pro kantony zdaleka nejúčinnějším prostředkem k prosazení se ve spolkové zemi. Státní rada se naopak pro federalismus ukázala jako neúčinná – především kvůli zákazu instrukcí (čl. 161 Archivováno 10. 6. 2021 na Wayback Machine. odst. 1 FúCH), který vyžaduje, aby se v Národní radě i Radě států hlasovalo bez pokynů. A také členové Rady států jsou členy Federálního shromáždění (jako američtí senátoři) a nikoli delegáty kantonů (na rozdíl od členů německé Rady států).

### Vztah mezi vládou a parlamentem
Švýcarský stát je založen na dělbě moci, která slouží k ochraně základních práv, federalismu a demokracie. Koncept dělby moci sahá až do stavu z 19. století a nedokáže adekvátně popsat převažující realitu státu. Příliš se opírá o dělbu moci a nedostatečně zohledňuje jejich vzájemné působení; navíc se funkce tří klasických mocí překrývají. Např. Spolková rada je nejvyšším výkonným orgánem, ale je jí přidělena důležitá součást legislativy – ústřední úkol parlamentu (čl. 182 Archivováno 10. 6. 2021 na Wayback Machine. FúCH: vydávání nařízení).
Velkou roli v mocenské struktuře hraje Federální shromáždění. Podle čl. 148 Archivováno 10. 6. 2021 na Wayback Machine. odst. 1 FúCH vykonává «nejvyšší moc“» s výhradou lidových práv (parlamentní nadvláda). Nevede to však k důslednému hierarchickému dostupňování v tom smyslu, že by exekutiva pouze vykonávala právo, které bylo přijato nadřízenou zákonodárnou mocí (to je zřejmé již z toho, že Federální shromáždění není nejvyšší mocí, ale pouze ji vykonává). Vzhledem k nadřazenosti parlamentu nemá Švýcarsko, stejně jako Spojené státy, žádný systém brzd a protivah. Švýcarská vláda nemá žádné právní prostředky, žádné právo veta nad parlamentními rozhodnutími pro omezení pravomoci Federálního shromáždění; omezující pravomoci jsou primárně svěřeny parlamentu (čl. 169 Archivováno 10. 6. 2021 na Wayback Machine. FúCH, Celkový dohled Federálního shromáždění nad Spolkovou radou a federální správou). Parlament je zase pod kontrolou lidí a médií. Co se týče personální dělby moci, vládu nevolí lid, ale parlament. Parlament má rozsáhlá práva na informace i iniciativy a jeho zákony nemůže federální nejvyšší soud zrušit z důvodu neústavnosti.

### Konkordanční demokracie
Politická rozhodnutí se ve Švýcarsku dělají podle modelu konkordanční demokracie, která se pohybuje mezi extrémy čisté konkurenční demokracie, v níž k rozhodnutí stačí 50 procent plus jeden hlas, a konsensuální demokracií, ve které musí souhlasit s rozhodnutím téměř všichni. V konkurenčním demokratickém systému se o všem rozhoduje podle vůle parlamentní většiny. Vláda, kterou vytvořila, může prosadit svůj politický program, aniž by musela brát ohled na jiné strany a skupiny. Referenda jsou tedy konkurenčním demokratickým systémům cizí. Konsenzuální demokracie naproti tomu znamená politický systém, který je v podstatě založen na vyjednávání mezi jednotlivými politickými silami. Ve švýcarské konkordanční demokracii se političtí aktéři snaží vytvořit co největší většinu, integrovat menšiny a zastupovat co nejvíce politických sil. Ústřední charakteristikou konkordanční demokracie je proto neustálé hledání kompromisů. Nejsilněji se to projevuje v organizaci Spolkové rady, která řídí záležitosti jako kolegiální orgán. Složení švýcarské vlády se řídí tzv. kouzelnou formulí (2:2:2:1), která určuje poměrné zastoupení stran. Složení Spolkového nejvyššího soudu také do značné míry odpovídá parlamentní rovnováze sil. Federální shromáždění by chtělo dosáhnout toho, aby také politické směry byly proporcionálně zastoupeny.
Pro švýcarskou konkordanční demokracii je hlavním rysem chybějící etablovaná opozice, jako je tomu v Německu nebo ve Spojených státech. Místo toho existuje koalice, která zahrnuje všechny velké strany. Jsou odpovědné za státní záležitosti, zatímco mimoparlamentní síly se selektivně staví proti prostřednictvím přímo-demokratických práv. Z tohoto důvodu má měnící se poměr sil v parlamentu menší vliv na vládní politiku než v konkurenčních demokraciích. Konkordanční demokracie má za cíl chránit autonomii subnárodních entit (federálních států, regionů, obcí) a je schopna integrovat sociální skupiny, které se od sebe liší náboženstvím, jazykem nebo etnickou příslušností. Aby konkordanční demokracie fungovala, je nezbytné, aby politické elity různých skupin vzájemně spolupracovaly.
Možnost pro švýcarské hlasující vyvolat nepovinné legislativní referendum byla z velké části zodpovědná za rozvoj konkordanční demokracie. Pro Spolkovou radu a parlament je důležité, aby předložily návrh co nejvíce «odolný vůči referendu», aby se předešlo hlasování, ve kterém by mohl být lidem zamítnut. Legislativní referendum umožnilo velké části obyvatelstva politickou účast.

## Kategorie přímo-demokratických práv na federální úrovni

### Legislativní referendum
Referendem lidé potvrzují nebo odmítají rozhodnutí parlamentu, přičemž text zákona nelze změnit. Usnesení parlamentu tedy není konečné, ale vyžaduje souhlas lidu – buď povinný, nebo na žádost těch, kdo mají právo hlasovat. Negativní rozhodnutí, tedy zamítnutí usnesení, obecně nepodléhají referendu. Konstruktivní referendum je zvláštním případem referenda, protože je jedinou formou referenda, ve kterém mohou lidé skutečně určit obsah. Dává určitému počtu hlasujících právo podat protinávrh k výnosu podléhající nepovinnému referendu. Konstruktivní referendum na federální úrovni neexistuje. Lidová iniciativa, která ho chtěla zavést na federální úrovni, byla v roce 2001 zamítnuta s 65,9 % záporných hlasů.
Rozlišujeme obligatorní (povinné) a fakultativní (nepovinné) referendum. Obligatornímu (povinnému) referendum podléhají parlamentní rozhodnutí zvláštní důležitosti, po rozhodnutí parlamentu příslušné kategorie tedy musí následovat referendum. Fakultativní (nepovinné) referendum je naproti tomu výslovně požadováno částí oprávněných hlasujících nebo jinými aktéry. Zda se na výnos parlamentu vztahuje fakultativní nebo povinné referendum, určuje ústava nebo zákon.
Referendum má brzdící účinek – na rozdíl od lidové iniciativy. Zatímco lidové iniciativy jsou zřídka přijímány (ačkoli existuje tendence k úspěšným federálním iniciativám), referenda mají významnou šanci zvrátit parlamentní rozhodnutí. Je to dáno především velkým počtem lidí, kteří mohou referendum podpořit. Jsou to na jedné straně zastánci současného stavu a na druhé zastánci drobných změn, kteří zjišťují, že rozhodnutí je zbytečné nebo chce příliš mnoho změnit. Kromě toho existují skupiny, pro které usnesení nezachází dostatečně daleko, a takzvaní «chroničtí odpůrci změn».
Vzhledem k tomu, že poslanecké návrhy lze v referendu poměrně snadno zvrátit, má referendum významný vliv na tvorbu zákonů. Vláda a parlament se snaží vypracovat návrh zákona, se kterým se budou moci ztotožnit všichni hlavní političtí aktéři – měl by být co nejvíce «odolný vůči referendu». Referendum proto významně přispělo k vytvoření švýcarské konkordanční demokracie. Ale i když je návrh v hlasování zamítnut, parlament se jím někdy znovu zabývá, přičemž jsou zohledňovány argumenty, které dominovaly v hlasovací kampani.

### Iniciativa
S iniciativou může určitý počet hlasujících občanů navrhnout usnesení buď přímo lidem, nebo nejprve parlamentu. Zatímco referendum je spojeno s rozhodnutím parlamentu, iniciativa podává návrh. Zásadně se však liší od ostatních návrhových práv, například petice. Peticí (čl. 33 Archivováno 10. 6. 2021 na Wayback Machine. FúCH) může kdokoli předložit úřadům, včetně parlamentu, žádost; ale na petici se ani nemusí odpovídat.
Právo iniciativy má nejen lid, ale i jednotliví členové parlamentu a vláda, také obě komory Federálního shromáždění (parlamentní iniciativa) a kantony (kantonální iniciativa) švýcarské konfederace (čl. 160 Archivováno 10. 6. 2021 na Wayback Machine. a čl. 181 Archivováno 10. 6. 2021 na Wayback Machine. FúCH). Parlament však může tento požadavek projednávat nebo jej odmítnout. Totéž platí o lidových návrzích. Lidová iniciativa naproti tomu vede k hlasování lidu, a to buď vždy nebo přinejmenším při jeho nedodržení (siehe čl. 138 Archivováno 10. 6. 2021 na Wayback Machine. odst. 2 a čl. 139 Archivováno 10. 6. 2021 na Wayback Machine. odst. 4 a 5 FúCH), protože lze podat protinávrh, a iniciátoři mohou iniciativu stáhnout v jeho prospěch.
Lidové iniciativy mají ve Švýcarsku různé podoby. Dvěma nejdůležitějšími jsou obecný podnět a sformulovaný návrh. Obecný podnět nařizuje parlamentu jednat konkrétním způsobem. Zákonodárná iniciativa ve formě obecného podnětu například vyžaduje, aby byl zákon konkrétním způsobem změněn. Vypracování právního textu je záležitostí Parlamentu; obecný podnět pouze naznačuje směr revize. Sformulovaný návrh však neponechává parlamentu žádný prostor pro upřesnění ustanovení a navrhuje konečné znění. Sformulovaný návrh je radikálnější a asertivnější formou lidové iniciativy, a tudíž mnohem oblíbenější než obecný návrh (20 z přibližně 500 zahájených iniciativ bylo ve formě obecného podnětu). Iniciativou může být zahájena také totální revize, např. ústavy (čl. 138 Archivováno 10. 6. 2021 na Wayback Machine.). Kromě lidové iniciativy má kanton Zürich také úřední nebo individuální iniciativu.
Z demokratického hlediska je lidová iniciativa radikálnější než referendum, protože obchází parlament. Zatímco referendum působí konzervativně, lidová iniciativa je dynamická, navozuje změnu. Zpomalující efekty referenda dokáže částečně kompenzovat podporou politických inovací – ať už přímo či nepřímo (viz Solární iniciativa z roku 2000). Navíc vede k větší ohleduplnosti k těm politickým aktérům, jejichž zájmy jsou v zastupitelsko-demokratickém systému opomíjeny. Přispívá k tomu, že v závislosti na předmětu může jednotlivý hlasující někdy patřit k většině a jindy k menšině. Právo iniciativy dává těmto početným menšinám možnost prosadit se proti parlamentní většině v konkrétní otázce.
Iniciativy se na rozdíl od své skutečné funkce vyvolat hlasování lidu stále více snaží ovlivnit parlament ve svůj prospěch a přesvědčit ho, aby vypracoval alternativní návrh zákona - nepřímý protinávrh, v jehož prospěch je iniciativa obvykle stažena. Také požadavky iniciativ, které jsou v hlasování zamítnuty, ale mají poměrně vysokou podporu, mohou rovněž ovlivnit činnost parlamentu.

## Ekonomické aspekty přímé demokracie
Více než 150-letá historie švýcarského spolkového státu je úspěšným příběhem. Švýcarsko nebylo jen ušetřeno válek, ale z jedné z nejchudších zemí se vyvinulo v teritoriální stát s jednou z nejvyšších životních úrovní. Zatímco mnoho Švýcarů emigrovalo do Ameriky z ekonomických důvodů v druhé polovině 19. století, Švýcarsko se stalo imigrační zemí s nejvyšším podílem cizinců v Evropě. Švýcarsko vděčí za tento pozitivní vývoj především své federální struktuře a přímým lidovým právům, která umožňují občanům silně se identifikovat se svým politickým systémem.
Systematický výzkum využívající ekonomicko-statistické metody ukazuje, že přímá demokracie si obecně vede lépe než (čistě) zastupitelská demokracie. Studie ukazují, že švýcarská přímá demokracie je nejen moderní a úspěšná, ale také schopná rozvoje a dokonce exportu.
Ekonom a výzkumník štěstí Bruno Frey zkoumal možnosti politické participace v kantonech a zjistil, že lidé jsou šťastnější tam, kde je větší participace a kde jsou překážky pro přímá hlasování lidu nižší.
Efektivitu přímé demokracie lze spatřovat například v tom, že se v 90. letech 20. století se souhlasem lidu a přes vliv zájmových skupin podařilo zavést drastická opatření k omezení vládního deficitu a výdajů, jakož i snížit dluh (Dluhová brzda).
Jak ukazují srovnávací studie, přímá lidová práva a daňová kompetence obcí znamenají, že je v průměru o třicet procent méně daňových úniků a vládní výdaje i státní dluh jsou nižší. Politické instituce jsou efektivnější a ekonomický systém vykazuje vyšší produktivitu.

## Budovatelé identity a živoucí solidarita
Přímá demokracie potřebuje společné hodnoty, které musí být budoucím hlasujícím občanům vštěpovány výchovou a vzděláním, a které musí být příkladem v politické sféře. Ve švýcarském federálním státě žijí různé kultury a jazykové komunity rovnocenně vedle sebe a pospolu. Respekt k rozmanitosti a touha zachovat si co největší vnitřní i vnější svobodu tvoří základ federalistického státního uspořádání, stejně jako rovnováha mezi silnými a slabými ve smyslu vzájemné pomoci a solidarity. Humanitární akce byly rozšířena do celého světa již v 19. století. Švýcarská národní nadace pro naše vojáky a jejich rodiny, založená v roce 1919, je znamením silné solidarity mezi civilním obyvatelstvem a armádní milicí.
Mezinárodní výbor Červeného kříže, který založil v roce 1863 Švýcar Henry Dunant, jehož neutralita se opírá o neutralitu Švýcarska, se stal globálním modelem pro humanitární myšlenky a právní principy. To také zahrnuje pravidelné sponzorskou podporu švýcarského obyvatelstva – jako je Schweizer Spende po druhé světové válce – na zmírnění nouze ve světě.
Guillaume Henri Dufour (1787–1875) ze Ženevy se mnoha způsoby podílel na rozvoji původní Švýcarské konfederace ve federální spolkový stát. S Dufourovou mapou vytvořil první národní mapu Švýcarska a navrhl státní znak s bílým křížem v červeném poli. V Sonderbund válce v roce 1847 dokázal Dufour nejen zabránit zhroucení Konfederace zásahem cizích mocností, ale také vytvořil základ pro usmíření striktním dodržováním humanitárních zásad v bojích, což umožnilo rozhádaným kantonům dohodnout se na společném federálním státě již v roce 1848. Zasazoval se o věrohodnou ozbrojenou neutralitu tím, že spoluzaložil první federální vojenskou školu v Thunu, kde vyučoval jako vojenský pedagog, stavěl pevnosti a jako generál zabránil útokům na Švýcarsko v konfliktech (Neuenburgerhandel, Savoyerhandel atd.). Jako zástupce kosmopolitního, humanitárního Švýcarska se výrazně zasloužil o založení Mezinárodního výboru Červeného kříže a stal se jeho prvním prezidentem.

## Ohrožení přímé demokracie
Po druhé světové válce se objevily náznaky, že Spolková rada již nechce ustoupit od takzvaného režimu plné moci, který si ona i parlament v důsledku války a hospodářské krize nárokovaly. Z toho důvodu byla zahájena federální lidová iniciativa «Návrat k přímé demokracii», která byla těsně schválena při hlasování lidu dne 11. září 1949.